# كوستا بيروفيتش
كوستا بيروفيتش (بالصربية: Коста Перовић) مواليد 19 فبراير 1985 في أوسييك، جمهورية كرواتيا الاشتراكية، هو لاعب كرة سلة محترف صربي معتزل بدأ مسيرته الاحترافية في سنة 2000 حيث تم اختياره من قبل فريق غولدن ستايت ووريورز خلال الدرافت،. اعتزل اللعب في 2015.

## فرق لعب لها
- غولدن ستايت ووريورز
- فالنسيا باسكت
- نادي برشلونة لكرة السلة
- بالونكيستو مالقا
- ينسي كراسنويارسك

## إحصائيات المسيرة

### الرابطة الوطنية لكرة السلة
| السنة   | الفريق              | لعب | بدأ | دقيقة | ميداني% | ثلاثية | حرة  | ارتداد | صنع | استلاب | تصدي | نقطة |
| ------- | ------------------- | --- | --- | ----- | ------- | ------ | ---- | ------ | --- | ------ | ---- | ---- |
| 2007–08 | غولدن ستايت ووريورز | 7   | 0   | 5.4   | .300    | .000   | .667 | 1.9    | .1  | .0     | .3   | 1.4  |
| المسيرة | المسيرة             | 7   | 0   | 5.4   | .300    | .000   | .667 | 1.9    | .1  | .0     | .3   | 1.4  |

## روابط خارجية
- كوستا بيروفيتش على موقع الاتحاد الدولي لكرة السلة (الإنجليزية)
- كوستا بيروفيتش على موقع الدوري الأوروبي لكرة السلة (الإنجليزية)
- كوستا بيروفيتش على موقع إن بي أي (الإنجليزية)
- كوستا بيروفيتش على موقع سبورتس رفرنس (الإنجليزية)
- كوستا بيروفيتش على موقع الدوري الإسباني لكرة السلة (الإسبانية)
- كوستا بيروفيتش على موقع كرة السلة الأوروبية.كوم (الإنجليزية)
- كوستا بيروفيتش على موقع ريلجم (الإنجليزية)
- كوستا بيروفيتش على موقع بروبوليرز (الإنجليزية)
- كوستا بيروفيتش على موقع سبورتس رفرنس (الإنجليزية)
- كوستا بيروفيتش على موقع سبورتس رفرنس (الإنجليزية)